# A Violetta epizódjainak listája
Ez a lap a Violetta című argentin televíziós sorozat epizódjait tartalmazza.

## Évados áttekintés
| Évad | Évad | Epizódok | Epizódok | Eredeti sugárzás     | Eredeti sugárzás    | Magyar sugárzás      | Magyar sugárzás    |
| Évad | Évad | Epizódok | Epizódok | Évadpremier          | Évadfinálé          | Évadpremier          | Évadfinálé         |
| ---- | ---- | -------- | -------- | -------------------- | ------------------- | -------------------- | ------------------ |
|      | 1    | 80       | 40       | 2012. május 14.      | 2012. július 6.     | 2013. november 11.   | 2014. február 7.   |
|      | 1    | 80       | 40       | 2012. szeptember 3.  | 2012. október 26.   | 2014. március 3.     | 2014. május 30.    |
|      | 2    | 80       | 40       | 2013. április 29.    | 2013. június 21.    | 2014. október 20.    | 2014. december 12. |
|      | 2    | 80       | 40       | 2013. augusztus 19.  | 2013. október 11.   | 2015. február 9.     | 2015. május 1.     |
|      | 3    | 80       | 20       | 2014. július 28.     | 2014. augusztus 22. | 2015. szeptember 21. | 2015. október 16.  |
|      | 3    | 80       | 20       | 2014. szeptember 22. | 2014. október 17.   | 2015. november 16.   | 2015. december 11. |
|      | 3    | 80       | 20       | 2014. november 17.   | 2014. december 12.  | 2016. január 18.     | 2016. február 12.  |
|      | 3    | 80       | 20       | 2015. január 12.     | 2015. február 6.    | 2016. március 14.    | 2016. április 15.  |

## 1. évad
| #                                           | Eredeti cím                          | Magyar cím                    | Eredeti premier               | Magyar premier                |
| A sors ma (Su destino es hoy)               | A sors ma (Su destino es hoy)        | A sors ma (Su destino es hoy) | A sors ma (Su destino es hoy) | A sors ma (Su destino es hoy) |
| ------------------------------------------- | ------------------------------------ | ----------------------------- | ----------------------------- | ----------------------------- |
| 1.                                          | Un sueño, una canción                | Álmok                         | 2012. május 14.               | 2013. november 11.            |
| 2.                                          | Un secreto, una canción              | Változás                      | 2012. május 15.               | 2013. november 12.            |
| 3.                                          | Enamorarse, una canción              | Szerelem                      | 2012. május 16.               | 2013. november 13.            |
| 4.                                          | Una desilusión, una canción          | Rivalizálás                   | 2012. május 17.               | 2013. november 14.            |
| 5.                                          | Una sospecha, una canción            | Barátságos                    | 2012. május 18.               | 2013. november 15.            |
| 6.                                          | Un engaño, una canción               | Studio 21                     | 2012. május 21.               | 2013. november 18.            |
| 7.                                          | Una amenaza, una canción             | Szégyen az élet               | 2012. május 22.               | 2013. november 19.            |
| 8.                                          | Una trampa, una canción              | Angie vs. Jade                | 2012. május 23.               | 2013. november 20.            |
| 9.                                          | Una rivalidad, una canción           | Legjobb barátok               | 2012. május 24.               | 2013. november 21.            |
| 10.                                         | Una oportunidad, una canción         | Zene                          | 2012. május 25.               | 2013. november 22.            |
| 11.                                         | Enamorarse, una canción              | Te és én                      | 2012. május 28.               | 2013. november 25.            |
| 12.                                         | Una oportunidad, una canción         | Hazudni nem jó                | 2012. május 29.               | 2013. november 26.            |
| 13.                                         | Una sospecha, una canción            | Köszönöm                      | 2012. május 30.               | 2013. november 27.            |
| 14.                                         | Un secreto, una canción              | Titok                         | 2012. május 31.               | 2013. november 28.            |
| 15.                                         | Un secreto, una canción              | A sors ma                     | 2012. június 1.               | 2013. november 29.            |
| 16.                                         | Enamorarse, una canción              | Féltékenység                  | 2012. június 4.               | 2013. december 2.             |
| 17.                                         | Una desilusión, una canción          | Általában "apa"               | 2012. június 5.               | 2013. december 3.             |
| 18.                                         | Enamorarse, una canción              | Leon, egy bájos hercegnő      | 2012. június 6.               | 2013. december 4.             |
| 19.                                         | Una trampa, una canción              | Énekverseny                   | 2012. június 7.               | 2013. december 5.             |
| 20.                                         | Una desilusión, una canción          | Készíts egy szenvedő barátot  | 2012. június 8.               | 2013. december 6.             |
| 21.                                         | Un amigo, una canción                | Dal a sorsnak                 | 2012. június 11.              | 2013. december 9.             |
| 22.                                         | Enamorarse, una canción              | Az álomban születtem          | 2012. június 12.              | 2013. december 10.            |
| 23.                                         | Enamorarse, una canción              | Végzetes gyümölcslé           | 2012. június 13.              | 2013. december 11.            |
| 24.                                         | Una oportunidad, una canción         | Gyönyörű                      | 2012. június 14.              | 2013. december 12.            |
| 25.                                         | Enamorarse, una canción              | Bezárt buborékok              | 2012. június 15.              | 2013. december 13.            |
| 26.                                         | Una trampa, una canción              | Telek                         | 2012. június 18.              | 2014. január 20.              |
| 27.                                         | Una desilusión, una canción          | Meglepetés találkozó          | 2012. június 19.              | 2014. január 21.              |
| 28.                                         | Una rivalidad, una canción           | Nagymama?                     | 2012. június 20.              | 2014. január 22.              |
| 29.                                         | Una desilusión, una canción          | Modell                        | 2012. június 21.              | 2014. január 23.              |
| 30.                                         | Una amenaza, una canción             | Második esély                 | 2012. június 22.              | 2014. január 24.              |
| 31.                                         | Una rivalidad, una canción           | Meghallgatás                  | 2012. június 25.              | 2014. január 27.              |
| 32.                                         | Una desilusión, una canción          | Viszlát, mindenki             | 2012. június 26.              | 2014. január 28.              |
| 33.                                         | Enamorarse, una canción              | Önkéntes balesetek            | 2012. június 27.              | 2014. január 29.              |
| 34.                                         | Un beso, una canción                 | Csók                          | 2012. június 28.              | 2014. január 30.              |
| 35.                                         | Una rivalidad, una canción           | Egy munka                     | 2012. június 29.              | 2014. január 31.              |
| 36.                                         | Un engaño, una canción               | Szenvedély                    | 2012. július 2.               | 2014. február 3.              |
| 37.                                         | Una desilusión, una canción          | Jade mindent megtud           | 2012. július 3.               | 2014. február 4.              |
| 38.                                         | Una desilusión, una canción          | Én csak egy pontban           | 2012. július 4.               | 2014. február 5.              |
| 39.                                         | Una amenaza, una canción             | Thomas vagy Leon?             | 2012. július 5.               | 2014. február 6.              |
| 40.                                         | Una oportunidad, una canción         | Műsor                         | 2012. július 6.               | 2014. február 7.              |
| Violetta változik (Violetta está cambiando) |                                      |                               |                               |                               |
| 41.                                         | Habla si puedes                      | Beszélj, ha tudsz             | 2012. szeptember 3.           | 2014. március 3.              |
| 42.                                         | Un pacto, una canción                | Szövetség                     | 2012. szeptember 4.           | 2014. március 4.              |
| 43.                                         | Un error, una canción                | Hiba                          | 2012. szeptember 5.           | 2014. március 5.              |
| 44.                                         | Una decisión, una canción            | Döntés                        | 2012. szeptember 6.           | 2014. március 6.              |
| 45.                                         | Un susto, una canción                | Ijedtség                      | 2012. szeptember 7.           | 2014. március 7.              |
| 46.                                         | Un acercamiento, una canción         | Megközelítés                  | 2012. szeptember 10.          | 2014. március 10.             |
| 47.                                         | Una fiesta, una canción              | Fél                           | 2012. szeptember 11.          | 2014. március 11.             |
| 48.                                         | Una revelación, una canción          | Kinyilatkoztatás              | 2012. szeptember 12.          | 2014. március 12.             |
| 49.                                         | Un alivio, una canción               | Megkönnyebbülés               | 2012. szeptember 13.          | 2014. március 13.             |
| 50.                                         | Una decepción, una canción           | Csalódás                      | 2012. szeptember 14.          | 2014. március 14.             |
| 51.                                         | Un ganador, una canción              | Győztes                       | 2012. szeptember 17.          | 2014. március 17.             |
| 52.                                         | Un nuevo rumbo, una canción          | Új kurzus                     | 2012. szeptember 18.          | 2014. március 18.             |
| 53.                                         | Una decepción, una canción           | Csalódás                      | 2012. szeptember 19.          | 2014. március 19.             |
| 54.                                         | Una charla, una canción              | Csevegés                      | 2012. szeptember 20.          | 2014. március 20.             |
| 55.                                         | Una nueva idea, una canción          | Új ötlet                      | 2012. szeptember 21.          | 2014. március 21.             |
| 56.                                         | Un acercamiento, una canción         | Megközelítés                  | 2012. szeptember 24.          | 2014. március 24.             |
| 57.                                         | Una competencia, una canción         | Verseny                       | 2012. szeptember 25.          | 2014. március 25.             |
| 58.                                         | Un riesgo, una canción               | Kockázat                      | 2012. szeptember 26.          | 2014. március 26.             |
| 59.                                         | Una amenaza, una canción             | Fenyegetés                    | 2012. szeptember 27.          | 2014. március 27.             |
| 60.                                         | Una nueva idea, una canción          | Új ötlet                      | 2012. szeptember 28.          | 2014. március 28.             |
| 61.                                         | Una mentira que crece, una canción   | Hazudni a nőnek               | 2012. október 1.              | 2014. március 31.             |
| 62.                                         | Una mentira que crece, una canción   | Hazugság következményei       | 2012. október 2.              | 2014. április 1.              |
| 63.                                         | Un peligro, una canción              | Veszély                       | 2012. október 3.              | 2014. április 2.              |
| 64.                                         | El voto del público, una canción     | A közönségszavazás            | 2012. október 4.              | 2014. április 3.              |
| 65.                                         | Una venganza, una canción            | Bosszú                        | 2012. október 5.              | 2014. április 4.              |
| 66.                                         | Una definición, una canción          | Meghatározás                  | 2012. október 8.              | 2014. május 12.               |
| 67.                                         | Una definición, una canción          | Döntés                        | 2012. október 9.              | 2014. május 13.               |
| 68.                                         | Una revelación, una canción          | Kimondom, amit gondolok       | 2012. október 10.             | 2014. május 14.               |
| 69.                                         | Una final, una canción               | Végső döntés                  | 2012. október 11.             | 2014. május 15.               |
| 70.                                         | Un ganador, una canción              | Győzelem                      | 2012. október 12.             | 2014. május 16.               |
| 71.                                         | Una confesión, una canción           | Beismerés                     | 2012. október 15.             | 2014. május 19.               |
| 72.                                         | Una desilusión, una canción          | Csalódás                      | 2012. október 16.             | 2014. május 20.               |
| 73.                                         | Una segunda chance, una canción      | Utolsó esély                  | 2012. október 17.             | 2014. május 21.               |
| 74.                                         | Una decisión, una canción            | Kit válasszak?                | 2012. október 18.             | 2014. május 22.               |
| 75.                                         | Una revelación, una canción          | Tanácstalan vagyok            | 2012. október 19.             | 2014. május 23.               |
| 76.                                         | Una decisión apresurada, una canción | Elhamarkodott döntés          | 2012. október 22.             | 2014. május 26.               |
| 77.                                         | Un ultimátum, una canción            | Ultimátum                     | 2012. október 23.             | 2014. május 27.               |
| 78.                                         | Una decisión amorosa, una canción    | Viszlát, zene…                | 2012. október 24.             | 2014. május 28.               |
| 79.                                         | Un peligro, una canción              | Bajban vagyok                 | 2012. október 25.             | 2014. május 29.               |
| 80.                                         | Un final, una canción                | Végre                         | 2012. október 26.             | 2014. május 30.               |

## 2. évad
| #                                                | Eredeti cím                                      | Magyar cím                                       | Eredeti premier                                  | Magyar premier                                   |
| Minden kezdődik elölről (Todo vuelve a comenzar) | Minden kezdődik elölről (Todo vuelve a comenzar) | Minden kezdődik elölről (Todo vuelve a comenzar) | Minden kezdődik elölről (Todo vuelve a comenzar) | Minden kezdődik elölről (Todo vuelve a comenzar) |
| ------------------------------------------------ | ------------------------------------------------ | ------------------------------------------------ | ------------------------------------------------ | ------------------------------------------------ |
| 1.                                               | Un retorno, una canción                          | Visszatérés                                      | 2013. április 29.                                | 2014. október 20.                                |
| 2.                                               | Un nuevo amor, una canción                       | Új szerelem                                      | 2013. április 30.                                | 2014. október 21.                                |
| 3.                                               | Un nuevo secreto, una canción                    | Új titok                                         | 2013. május 1.                                   | 2014. október 22.                                |
| 4.                                               | Una decisión apresurada, una canción             | Elkapkodott döntés                               | 2013. május 2.                                   | 2014. október 23.                                |
| 5.                                               | Un pacto, una canción                            | Egyezmény                                        | 2013. május 3.                                   | 2014. október 24.                                |
| 6.                                               | Una venganza, una canción                        | Bosszú                                           | 2013. május 6.                                   | 2014. október 27.                                |
| 7.                                               | Una voz, una canción                             | Hang                                             | 2013. május 7.                                   | 2014. október 28.                                |
| 8.                                               | Un nuevo cuarto, una canción                     | Új szoba                                         | 2013. május 8.                                   | 2014. október 29.                                |
| 9.                                               | Una fiesta, una canción                          | Páros                                            | 2013. május 9.                                   | 2014. október 30.                                |
| 10.                                              | Un riesgo, una canción                           | Kockáztatás                                      | 2013. május 10.                                  | 2014. október 31.                                |
| 11.                                              | Una estrella, una canción                        | Csillag                                          | 2013. május 13.                                  | 2014. november 3.                                |
| 12.                                              | Una final, una canción                           | Győzelem?                                        | 2013. május 14.                                  | 2014. november 4.                                |
| 13.                                              | Una guerra, una canción                          | Háború                                           | 2013. május 15.                                  | 2014. november 5.                                |
| 14.                                              | Un retorno, una canción                          | Újra                                             | 2013. május 16.                                  | 2014. november 6.                                |
| 15.                                              | Una estrella, una canción                        | Tündöklés                                        | 2013. május 17.                                  | 2014. november 7.                                |
| 16.                                              | Una estrella, una canción                        | Sztár                                            | 2013. május 20.                                  | 2014. november 10.                               |
| 17.                                              | Una venganza, una canción                        | Harc                                             | 2013. május 21.                                  | 2014. november 11.                               |
| 18.                                              | Un Gregorio, una canción                         | Gregorio!                                        | 2013. május 22.                                  | 2014. november 12.                               |
| 19.                                              | Una voz, una canción                             | Hang                                             | 2013. május 23.                                  | 2014. november 13.                               |
| 20.                                              | Una nueva chica, una canción                     | Új lány                                          | 2013. május 24.                                  | 2014. november 14.                               |
| 21.                                              | Un amigo, una canción                            | Barát                                            | 2013. május 27.                                  | 2014. november 17.                               |
| 22.                                              | Una trampa, una canción                          | Csapda                                           | 2013. május 28.                                  | 2014. november 18.                               |
| 23.                                              | Una desilusión, una canción                      | Csalódás                                         | 2013. május 29.                                  | 2014. november 19.                               |
| 24.                                              | Una amenaza, una canción                         | Zsarolás                                         | 2013. május 30.                                  | 2014. november 20.                               |
| 25.                                              | Una final, una canción                           | Végeztem                                         | 2013. május 31.                                  | 2014. november 21.                               |
| 26.                                              | Un beso, una canción                             | Egy csók                                         | 2013. június 3.                                  | 2014. november 24.                               |
| 27.                                              | Una noticia, una canción                         | Hír                                              | 2013. június 4.                                  | 2014. november 25.                               |
| 28.                                              | Un nuevo amor, una canción                       | Szerelmes vagyok                                 | 2013. június 5.                                  | 2014. november 26.                               |
| 29.                                              | Una desilusión, una canción                      | Bánat                                            | 2013. június 6.                                  | 2014. november 27.                               |
| 30.                                              | Una voz, una canción                             | Kire hallgassak?                                 | 2013. június 7.                                  | 2014. november 28.                               |
| 31.                                              | Un amigo, una canción                            | Barátság kötés                                   | 2013. június 10.                                 | 2014. december 1.                                |
| 32.                                              | Una amistad, una canción                         | Barátok között                                   | 2013. június 11.                                 | 2014. december 2.                                |
| 33.                                              | Una decisión apresurada, una canción             | Elmondok mindent                                 | 2013. június 12.                                 | 2014. december 3.                                |
| 34.                                              | Una desilusión, una canción                      | Rossz hír                                        | 2013. június 13.                                 | 2014. december 4.                                |
| 35.                                              | Un Gregorio, una canción                         | Gregorio!                                        | 2013. június 14.                                 | 2014. december 5.                                |
| 36.                                              | Una voz, una canción                             | Hang                                             | 2013. június 17.                                 | 2014. december 8.                                |
| 37.                                              | Una desilusión, una canción                      | Minden megváltozik                               | 2013. június 18.                                 | 2014. december 9.                                |
| 38.                                              | Una desilusión, una canción                      | Játszunk                                         | 2013. június 19.                                 | 2014. december 10.                               |
| 39.                                              | Un nuevo amor, una canción                       | Szeretlek, Diego                                 | 2013. június 20.                                 | 2014. december 11.                               |
| 40.                                              | Un show, una canción                             | Itt az idő                                       | 2013. június 21.                                 | 2014. december 12.                               |
| Egy álom hangosan (Un sueño a todo volumen)      |                                                  |                                                  |                                                  |                                                  |
| 41.                                              | Una voz, una canción                             | Hang                                             | 2013. augusztus 19.                              | 2015. február 9.                                 |
| 42.                                              | Una oportunidad, una canción                     | Alkalom                                          | 2013. augusztus 20.                              | 2015. február 10.                                |
| 43.                                              | Una verdad, una canción                          | Igazság                                          | 2013. augusztus 21.                              | 2015. február 11.                                |
| 44.                                              | Una trampa, una canción                          | Csapda                                           | 2013. augusztus 22.                              | 2015. február 12.                                |
| 45.                                              | Una rivalidad, una canción                       | Rivalizálás                                      | 2013. augusztus 23.                              | 2015. február 13.                                |
| 46.                                              | Un retorno, una canción                          | Megtérülés                                       | 2013. augusztus 26.                              | 2015. február 16.                                |
| 47.                                              | Una desilusión, una canción                      | Csalódás                                         | 2013. augusztus 27.                              | 2015. február 17.                                |
| 48.                                              | Un amigo, una canción                            | Valaki                                           | 2013. augusztus 28.                              | 2015. február 18.                                |
| 49.                                              | Un nuevo secreto, una canción                    | Új titok                                         | 2013. augusztus 29.                              | 2015. február 19.                                |
| 50.                                              | Una sorpresa, una canción                        | Meglepetés                                       | 2013. augusztus 30.                              | 2015. február 20.                                |
| 51.                                              | Una final, una canción                           | Végső                                            | 2013. szeptember 2.                              | 2015. február 23.                                |
| 52.                                              | Una sorpresa, una canción                        | Meglepetés                                       | 2013. szeptember 3.                              | 2015. február 24.                                |
| 53.                                              | Un amor, una canción                             | Szerelem                                         | 2013. szeptember 4.                              | 2015. február 25.                                |
| 54.                                              | Un beso, una canción                             | Csók                                             | 2013. szeptember 5.                              | 2015. február 26.                                |
| 55.                                              | Una rivalidad, una canción                       | Rivalizálás                                      | 2013. szeptember 6.                              | 2015. február 27.                                |
| 56.                                              | Una decisión apresurada, una canción             | Elhamarkodott döntés                             | 2013. szeptember 9.                              | 2015. március 2.                                 |
| 57.                                              | Una desilusión, una canción                      | Választás                                        | 2013. szeptember 10.                             | 2015. március 3.                                 |
| 58.                                              | Una guerra, una canción                          | Háború                                           | 2013. szeptember 11.                             | 2015. március 4.                                 |
| 59.                                              | Un ganador, una canción                          | Győztes                                          | 2013. szeptember 12.                             | 2015. március 5.                                 |
| 60.                                              | Un secreto se ha revelado, una canción           | Kiderül a titok                                  | 2013. szeptember 13.                             | 2015. március 6.                                 |
| 61.                                              | Una desilusión, una canción                      | Csalódás                                         | 2013. szeptember 16.                             | 2015. április 6.                                 |
| 62.                                              | Una amenaza, una canción                         | Fenyegetés                                       | 2013. szeptember 17.                             | 2015. április 7.                                 |
| 63.                                              | Una desilusión, una canción                      | Csalódás                                         | 2013. szeptember 18.                             | 2015. április 8.                                 |
| 64.                                              | Un retorno, una canción                          | Visszatérés                                      | 2013. szeptember 19.                             | 2015. április 9.                                 |
| 65.                                              | Una guerra de bandas, una canción                | Bandaháború                                      | 2013. szeptember 20.                             | 2015. április 10.                                |
| 66.                                              | Una mala noticia, una canción                    | Rossz hírek                                      | 2013. szeptember 23.                             | 2015. április 13.                                |
| 67.                                              | Nuestro camino, una canción                      | Mi utunk                                         | 2013. szeptember 24.                             | 2015. április 14.                                |
| 68.                                              | Una desilusión, una canción                      | Csalódás                                         | 2013. szeptember 25.                             | 2015. április 15.                                |
| 69.                                              | Una estrella está triste, una canción            | Szomorú csillag                                  | 2013. szeptember 26.                             | 2015. április 16.                                |
| 70.                                              | Un ganador, una canción                          | Győztes                                          | 2013. szeptember 27.                             | 2015. április 17.                                |
| 71.                                              | Un viaje rumbo a España, una canción             | Utazás Spanyolországba                           | 2013. szeptember 30.                             | 2015. április 20.                                |
| 72.                                              | Un problema, una canción                         | Probléma                                         | 2013. október 1.                                 | 2015. április 21.                                |
| 73.                                              | Una sospecha, una canción                        | Gyanú                                            | 2013. október 2.                                 | 2015. április 22.                                |
| 74.                                              | Enamorarse, una canción                          | Beleszeretés                                     | 2013. október 3.                                 | 2015. április 23.                                |
| 75.                                              | Un secreto se ha revelado, una canción           | Kiderül a titok                                  | 2013. október 4.                                 | 2015. április 24.                                |
| 76.                                              | Una desilusión, una canción                      | Csalódás                                         | 2013. október 7.                                 | 2015. április 27.                                |
| 77.                                              | Un enfrentamiento, una canción                   | Összecsapás                                      | 2013. október 8.                                 | 2015. április 28.                                |
| 78.                                              | Una buena noticia, una canción                   | Jó hírek                                         | 2013. október 9.                                 | 2015. április 29.                                |
| 79.                                              | Una decisión apresurada, una canción             | Elhamarkodott döntés                             | 2013. október 10.                                | 2015. április 30.                                |
| 80.                                              | Un final, una canción                            | Finálé                                           | 2013. október 11.                                | 2015. május 1.                                   |

## 3. évad
| #                                       | Eredeti cím                                | Magyar cím                         | Eredeti premier              | Magyar premier               |
| Egy új álom (Un nuevo sueño)            | Egy új álom (Un nuevo sueño)               | Egy új álom (Un nuevo sueño)       | Egy új álom (Un nuevo sueño) | Egy új álom (Un nuevo sueño) |
| --------------------------------------- | ------------------------------------------ | ---------------------------------- | ---------------------------- | ---------------------------- |
| 1.                                      | Un regreso, una canción                    | Visszatérés                        | 2014. július 28.             | 2015. szeptember 21.         |
| 2.                                      | Un cumpleaños, una canción                 | Születésnap                        | 2014. július 29.             | 2015. szeptember 22.         |
| 3.                                      | Una Bienvenida, un canción                 | Fogadtatás                         | 2014. július 30.             | 2015. szeptember 23.         |
| 4.                                      | Un romance, una canción                    | Románc                             | 2014. július 31.             | 2015. szeptember 24.         |
| 5.                                      | Una cita, una canción                      | Kinevezés                          | 2014. augusztus 1.           | 2015. szeptember 25.         |
| 6.                                      | Una desilusión, una canción                | Csalódás                           | 2014. augusztus 4.           | 2015. szeptember 28.         |
| 7.                                      | Un nuevo romance, una canción              | Új szerelem                        | 2014. augusztus 5.           | 2015. szeptember 29.         |
| 8.                                      | Un problema, una canción                   | Probléma                           | 2014. augusztus 6.           | 2015. szeptember 30.         |
| 9.                                      | Una rivalidad, una canción                 | Rivalizálás                        | 2014. augusztus 7.           | 2015. október 1.             |
| 10.                                     | Una inauguración, una canción              | Nyílás                             | 2014. augusztus 8.           | 2015. október 2.             |
| 11.                                     | Una decepción, una canción                 | Csalódás                           | 2014. augusztus 11.          | 2015. október 5.             |
| 12.                                     | Una decisión apresurada, una canción       | Elhamarkodott döntés               | 2014. augusztus 12.          | 2015. október 6.             |
| 13.                                     | Un romance esta mal, una canción           | Rossz románc                       | 2014. augusztus 13.          | 2015. október 7.             |
| 14.                                     | Un reencuentro, una canción                | Találkozó                          | 2014. augusztus 14.          | 2015. október 8.             |
| 15.                                     | Un problema, una canción                   | Probléma                           | 2014. augusztus 15.          | 2015. október 9.             |
| 16.                                     | Una rivalidad, una canción                 | Rivalizálás                        | 2014. augusztus 18.          | 2015. október 12.            |
| 17.                                     | Una noticia, una canción                   | Hírek                              | 2014. augusztus 19.          | 2015. október 13.            |
| 18.                                     | Un enfrentamiento, una canción             | Összecsapás                        | 2014. augusztus 20.          | 2015. október 14.            |
| 19.                                     | Una charla, una canción                    | Csevegés                           | 2014. augusztus 21.          | 2015. október 15.            |
| 20.                                     | Una gira que lo cambió todo, una canción   | Turné, ami mindent megváltoztatott | 2014. augusztus 22.          | 2015. október 16.            |
|                                         |                                            |                                    |                              |                              |
| 21.                                     | Una muerte, una canción                    | Halál                              | 2014. szeptember 22.         | 2015. november 16.           |
| 22.                                     | Una desilusión, una canción                | Csalódás                           | 2014. szeptember 23.         | 2015. november 17.           |
| 23.                                     | Un reencuentro, una canción                | Újraegyesítés                      | 2014. szeptember 24.         | 2015. november 18.           |
| 24.                                     | Un disfraz, una canción                    | Jelmez                             | 2014. szeptember 25.         | 2015. november 19.           |
| 25.                                     | Un problema, una canción                   | Probléma                           | 2014. szeptember 26.         | 2015. november 20.           |
| 26.                                     | Un desamor, una canción                    | Szívfájdalom                       | 2014. szeptember 29.         | 2015. november 23.           |
| 27.                                     | Una unión, una canción                     | Unió                               | 2014. szeptember 30.         | 2015. november 24.           |
| 28.                                     | Un peligro, una canción                    | Veszély                            | 2014. október 1.             | 2015. november 25.           |
| 29.                                     | Una renuncia, una canción                  | Lemondás                           | 2014. október 2.             | 2015. november 26.           |
| 30.                                     | Un casamiento, una canción                 | Házasság                           | 2014. október 3.             | 2015. november 27.           |
| 31.                                     | Una mentira que crece, una canción         | Hazudni egy nőnek                  | 2014. október 6.             | 2015. november 30.           |
| 32.                                     | Una decisión, una canción                  | Döntés                             | 2014. október 7.             | 2015. december 1.            |
| 33.                                     | Un por amor, una canción                   | A szerelemért                      | 2014. október 8.             | 2015. december 2.            |
| 34.                                     | Un secreto, una canción                    | Titok                              | 2014. október 9.             | 2015. december 3.            |
| 35.                                     | Una mentira al descubierto, una canción    | Kiderül a hazugság                 | 2014. október 10.            | 2015. december 4.            |
| 36.                                     | Una mentira está por terminar, una canción | A hazugság véget ér                | 2014. október 13.            | 2015. december 7.            |
| 37.                                     | Un amor está en peligro, una canción       | Veszélyben a szerelem              | 2014. október 14.            | 2015. december 8.            |
| 38.                                     | Todo por un amor, una canción              | Egy szerelemért                    | 2014. október 15.            | 2015. december 9.            |
| 39.                                     | Una estrella esta triste, una canción      | Szomorú csillag                    | 2014. október 16.            | 2015. december 10.           |
| 40.                                     | Una mentira ha terminado, una canción      | A hazugság felett                  | 2014. október 17.            | 2015. december 11.           |
| Az álom folytatódik (El sueño continúa) |                                            |                                    |                              |                              |
| 41.                                     | Un error que no tiene perdón, una canción  | Egy hiba, ami megbocsáthatatlan    | 2014. november 17.           | 2016. január 18.             |
| 42.                                     | El amor no se ha perdido, una canción      | A szeretet nem vész el             | 2014. november 18.           | 2016. január 19.             |
| 43.                                     | Un plan para separarlos, una canción       | Elkülönítési terv                  | 2014. november 19.           | 2016. január 20.             |
| 44.                                     | Un plan está punto de saberse, una canción | A ismert terv                      | 2014. november 20.           | 2016. január 21.             |
| 45.                                     | Una relación salio a la luz, una canción   | A kapcsolat napvilágot lát         | 2014. november 21.           | 2016. január 22.             |
| 46.                                     | Una amistad esta en peligro, una canción   | Veszélyben a barátság              | 2014. november 24.           | 2016. január 25.             |
| 47.                                     | Una amistad esta en peligro, una canción   | Veszélyben a barátság              | 2014. november 25.           | 2016. január 26.             |
| 48.                                     | Una verdad, una canción                    | Igazság                            | 2014. november 26.           | 2016. január 27.             |
| 49.                                     | Una verdad que duele, una canción          | Az igazság fáj                     | 2014. november 27.           | 2016. január 28.             |
| 50.                                     | Una reconciliación, una canción            | Megbékélés                         | 2014. november 28.           | 2016. január 29.             |
| 51.                                     | Un error, una canción                      | Hiba                               | 2014. december 1.            | 2016. február 1.             |
| 52.                                     | Una verdad, una canción                    | Igazság                            | 2014. december 2.            | 2016. február 2.             |
| 53.                                     | Una decisión apresurada, una canción       | Elhamarkodott döntés               | 2014. december 3.            | 2016. február 3.             |
| 54.                                     | Una amenaza, una canción                   | Fenyegetés                         | 2014. december 4.            | 2016. február 4.             |
| 55.                                     | Una verdad salio a la luz, una canción     | Kiderül az igazság                 | 2014. december 5.            | 2016. február 5.             |
| 56.                                     | Un sueño se hace realidad, una canción     | Valóra vált álom                   | 2014. december 8.            | 2016. február 8.             |
| 57.                                     | Un reencuentro, una canción                | Találkozó                          | 2014. december 9.            | 2016. február 9.             |
| 58.                                     | Una reconciliación, una canción            | Egyeztetés                         | 2014. december 10.           | 2016. február 10.            |
| 59.                                     | Una charla, una canción                    | Csevegés                           | 2014. december 11.           | 2016. február 11.            |
| 60.                                     | Un beso, una canción                       | Csók                               | 2014. december 12.           | 2016. február 12.            |
|                                         |                                            |                                    |                              |                              |
| 61.                                     | Un amigo, una canción                      | Barát                              | 2015. január 12.             | 2016. március 14.            |
| 62.                                     | La verdad sobre Priscila, una canción      | Az igazság Prisciláról             | 2015. január 13.             | 2016. március 15.            |
| 63.                                     | Un retorno, una canción                    | Visszatérés                        | 2015. január 14.             | 2016. március 16.            |
| 64.                                     | Un camino a elegir, una canción            | Egy utat választani                | 2015. január 15.             | 2016. március 17.            |
| 65.                                     | Una conclusión, una canción                | Következtetés                      | 2015. január 16.             | 2016. március 18.            |
| 66.                                     | Una trampa, una canción                    | Csapda                             | 2015. január 19.             | 2016. március 21.            |
| 67.                                     | Una sospecha, una canción                  | Gyanú                              | 2015. január 20.             | 2016. március 22.            |
| 68.                                     | Una verdad salió a la luz, una canción     | Az igazság napvilágra kerül        | 2015. január 21.             | 2016. március 23.            |
| 69.                                     | Una visita, una canción                    | Látogatás                          | 2015. január 22.             | 2016. március 24.            |
| 70.                                     | Un explicación, una canción                | Magyarázat                         | 2015. január 23.             | 2016. március 25.            |
| 71.                                     | Un confesión, una canción                  | Vallomás                           | 2015. január 26.             | 2016. április 4.             |
| 72.                                     | Una revelación, una canción                | Kinyilatkoztatás                   | 2015. január 27.             | 2016. április 5.             |
| 73.                                     | Un descubrimiento, una canción             | Felfedezés                         | 2015. január 28.             | 2016. április 6.             |
| 74.                                     | Una verdad, una canción                    | Igazság                            | 2015. január 29.             | 2016. április 7.             |
| 75.                                     | Una buena noticia, una canción             | Jó hír                             | 2015. január 30.             | 2016. április 8.             |
| 76.                                     | Una comprensión, una canción               | Összenyomás                        | 2015. február 2.             | 2016. április 11.            |
| 77.                                     | Abrázame y verás                           | Ölelj át és láss                   | 2015. február 3.             | 2016. április 12.            |
| 78.                                     | Un viaje, una canción                      | Utazás                             | 2015. február 4.             | 2016. április 13.            |
| 79.                                     | Un amor verdadero, una canción             | Igaz szerelem                      | 2015. február 5.             | 2016. április 14.            |
| 80.                                     | Una última canción                         | Egy utolsó dal                     | 2015. február 6.             | 2016. április 15.            |

Ez a Violetta utolsó évadja.
2016. április 15-én, az utolsó rész után mutatják be a Violetta: Epilógus (Violetta: Epilogue) című 15 perces különkiadást, és a Violetta: A színpadon (Violetta: The Journey) című filmet, amelyben visszatekintünk az elmúlt 3 év eseményeire, exkluzív színfalak mögötti felvételekkel az európai Violetta Live turnéról.